# Pihlajaveden reitti
Pihlajaveden reitti este o arie protejată (arie specială de conservare — SAC, sit de importanță comunitară — SCI) din Finlanda întinsă pe o suprafață de 615 ha, integral pe uscat.

## Localizare
Centrul sitului Pihlajaveden reitti este situat la coordonatele 62°19′59″N 24°09′22″E / 62.3331°N 24.1561°E.

## Înființare
Situl Pihlajaveden reitti a fost declarat sit de importanță comunitară în august 1998 pentru a proteja 1 specie de animale. Situl a fost protejat și ca arie specială de conservare în aprilie 2015.

## Biodiversitate
Situată în ecoregiunea boreală, aria protejată conține 3 habitate naturale: Lacuri și iazuri distrofice naturale, Râuri naturale fino-scandinave, Cursuri de apă de la nivel de câmpie la nivel montan, cu vegetație Ranunculion fluitantis și Callitricho-Batrachion.
La baza desemnării sitului se află o specie protejată de  mamifere: vidră de râu (Lutra lutra).
Pe lângă speciile protejate, pe teritoriul sitului au mai fost identificate 7 specii de păsări, 1 specie de pești.